# Amtshaus für den 21. Bezirk

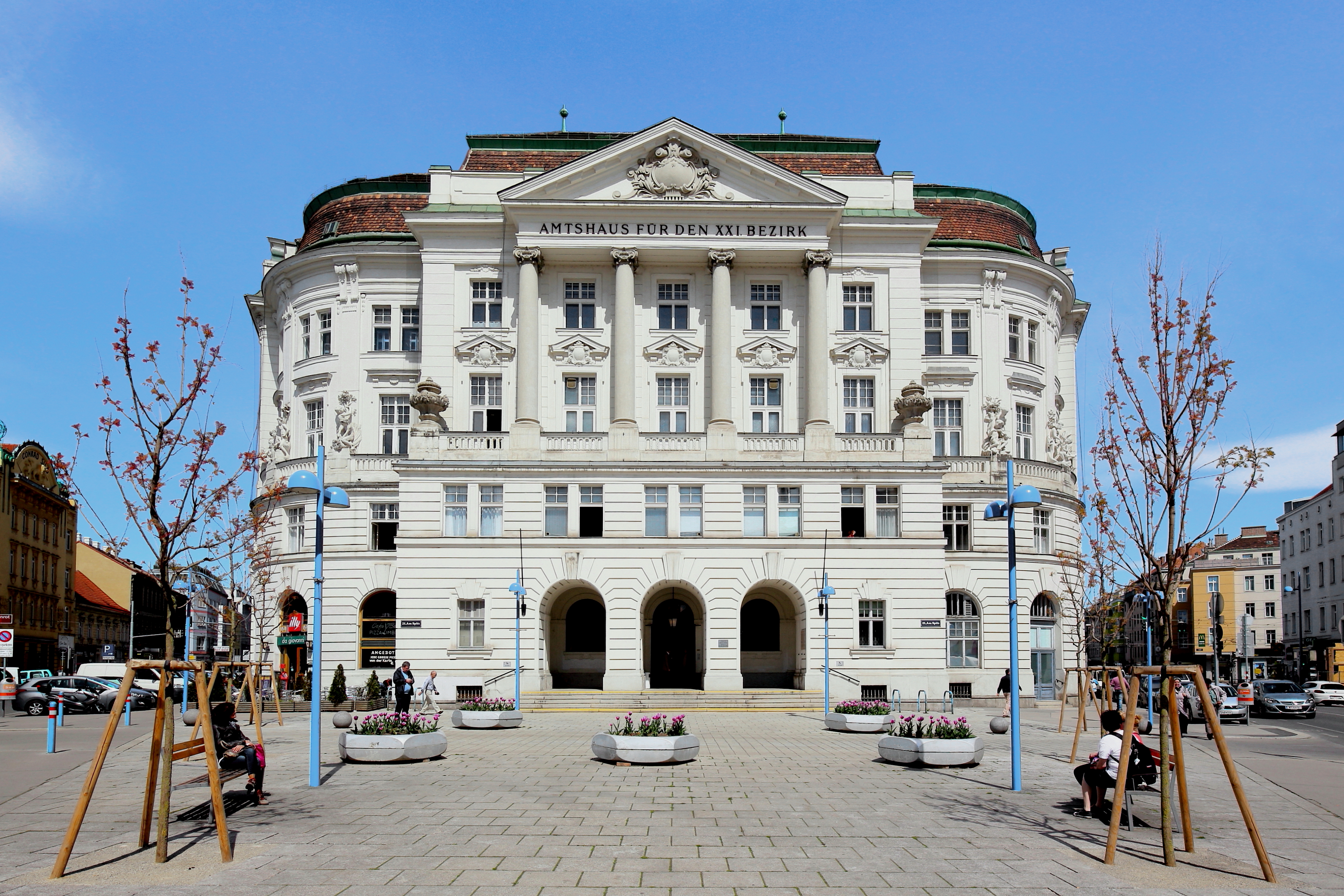
Bezirksamt Floridsdorf, 2015

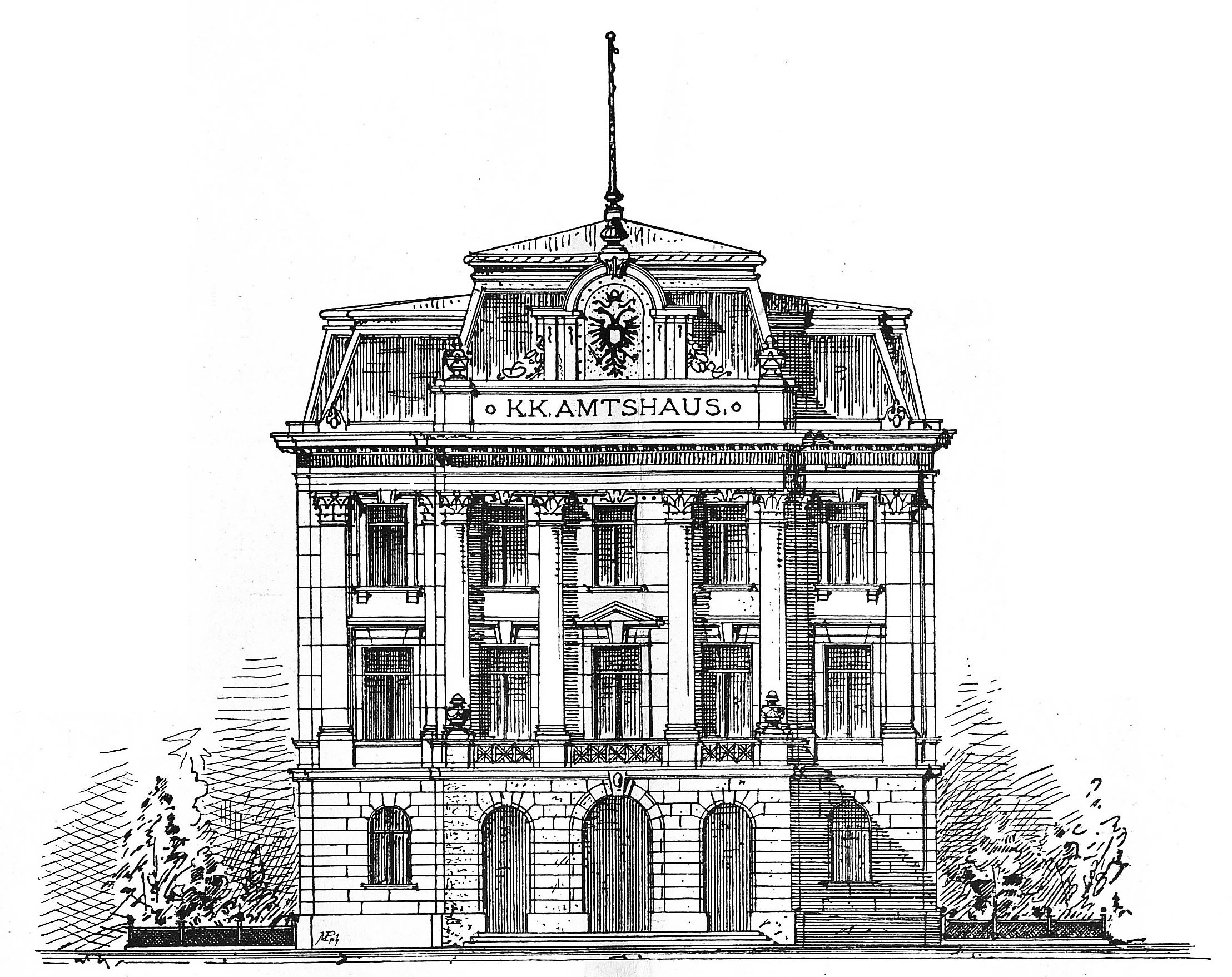
k.k. Amtshaus Floridsdorf (BH; heute: Bezirksgericht Floridsdorf) der Großgemeinde Floridsdorf (1894/95)

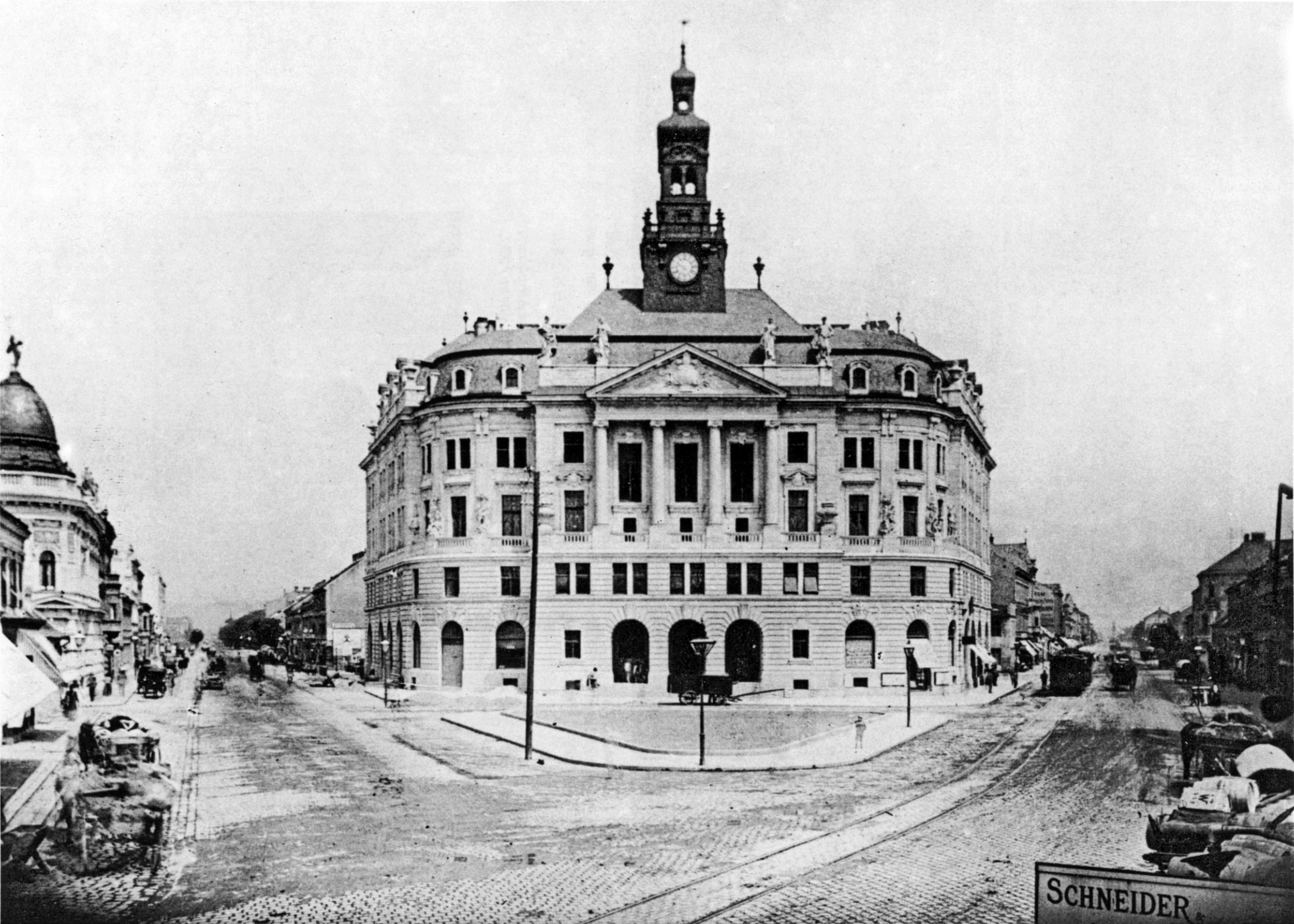
Rathaus der Stadt Floridsdorf, 1902 / 1903

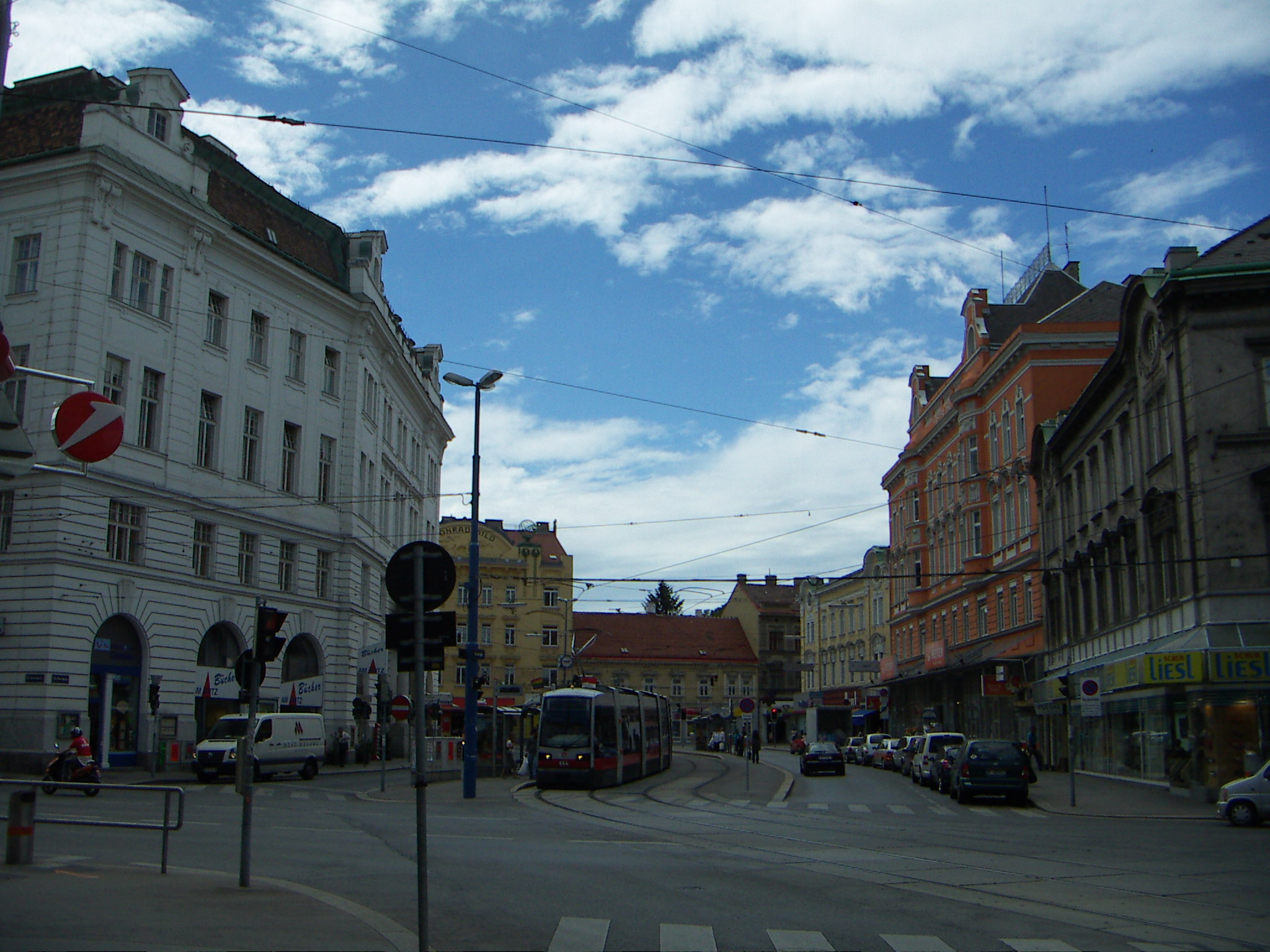
Links: Bezirksamt, Ehemaliger Floridsdorfer Markt, jetzt Haltestellen Bus und Straßenbahn

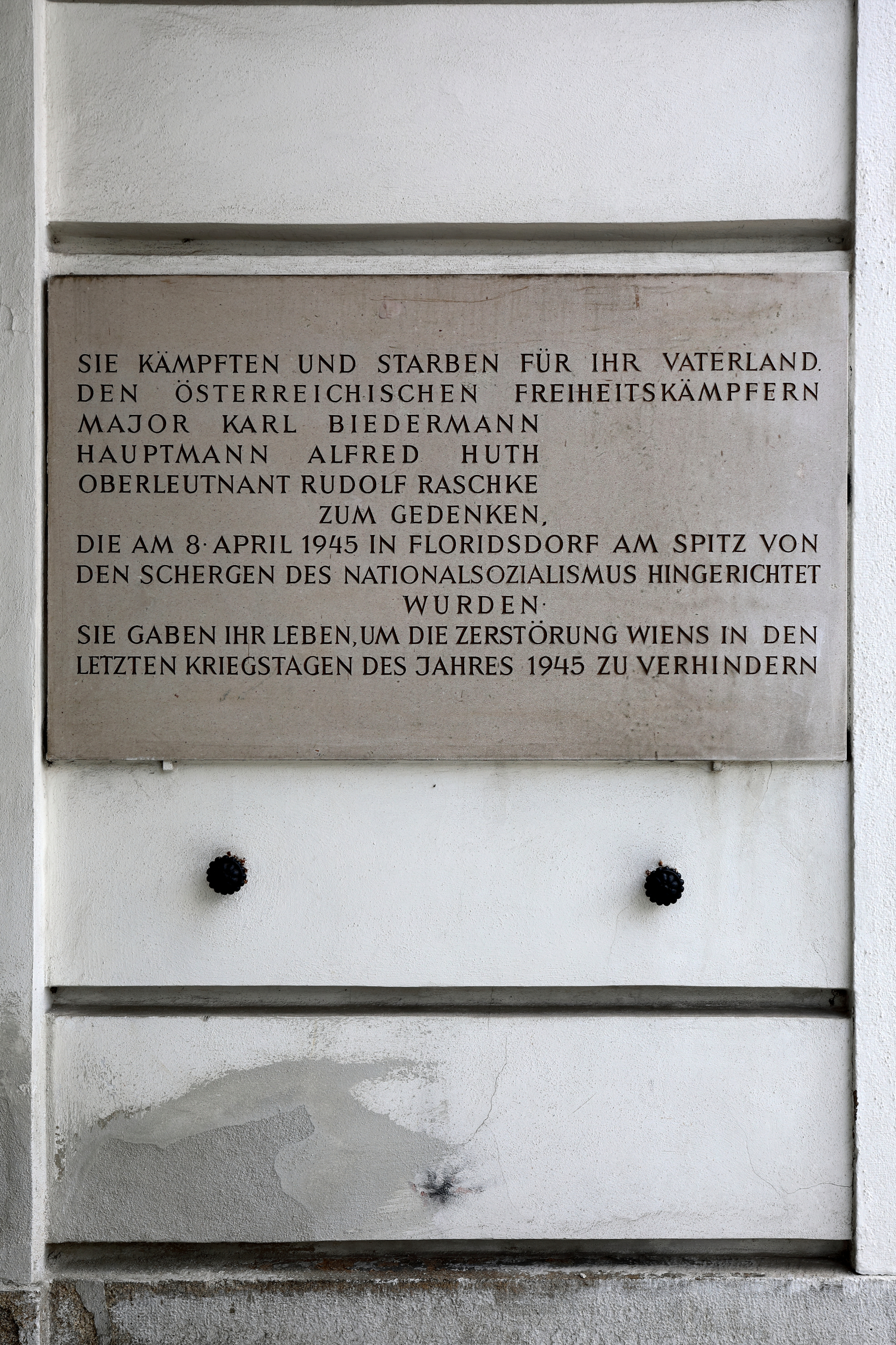
Gedenktafel beim Hauptportal des Bezirksamtes

Das Amtshaus für den 21. Bezirk in Wien, auch Bezirksamt Floridsdorf, befindet sich im Zentrum des Bezirkes Floridsdorf an der Adresse Am Spitz 1. Es ist Sitz der Bezirksvertretung sowie des Magistratischen Bezirksamts.

## Standort
Im Zentrum von Floridsdorf gabelt sich die Floridsdorfer Hauptstraße in zwei historische Fernstraßen, in die Prager Straße (links) und die Brünner Straße. Da die beiden Straßen im spitzen Winkel zueinander verlaufen, wurde die Fläche zwischen ihnen seit langem als Spitz bezeichnet. Als die dort 1804 gegründete Ortsgemeinde Jedlersdorf am Spitz 1874 mit der damaligen Gemeinde Floridsdorf vereinigt wurde, ließ man ihren Namen auf dem Platz Am Spitz weiter leben, in dessen Zentrum das spätere Bezirksamt als Rathaus der Stadt Floridsdorf errichtet wurde.

## Geschichte
In Jedlersdorf am Spitz stand ein einstöckiges Gasthaus, das bei Überschwemmungen der Donau im 1. Stock Schutzraum für die Bevölkerung war. Dieses Spitzwirtshaus diente von 1887 an als Gemeindehaus der Ortsgemeinde Floridsdorf und von 1894 bis zu der am 1. August 1896 gefeierten baulichen Übergabe des neu erbauten k.k. Amtshauses Floridsdorf (heute: Bezirksgericht Floridsdorf, Gerichtsgasse 4–6) als Gemeindehaus der zur Großgemeinde bzw. Stadt Floridsdorf vereinigten Ortschaften. An der Hinterfront befand sich der Floridsdorfer Markt, der 1926 zum Gemeindebau Schlingerhof verlegt wurde.
1901–1903 wurde unter dem letzten Bürgermeister, Anton Anderer (1857–1936), und dem Bürgermeisterstellvertreter und Leiter des Baukomitees, Franz Hoß, anstelle des Gasthauses das Floridsdorfer Rathaus errichtet. Zuvor hatte der k.k. Statthalter von Österreich unter der Enns, Erich von Kielmansegg, die Absicht, falls es Wien gelänge, die „Reichsunmittelbarkeit“ (das Ausscheiden aus Niederösterreich und die direkte Unterstellung unter die k.k. Regierung) zu erreichen, Floridsdorf zur Hauptstadt von Niederösterreich zu machen. Als das dementsprechend repräsentative Rathaus gebaut wurde, gelang es aber dem Wiener Bürgermeister Karl Lueger in Absprache mit Bürgermeister Anderer, die Eingemeindung Floridsdorfs nach Wien politisch zu vereinbaren. Diese Regelung wurde vom Niederösterreichischen Landtag im Dezember 1904 beschlossen und ein Jahr danach in Kraft gesetzt.
Mit der Eingemeindung von Floridsdorf wurde das Gebäude zum Magistratischen Bezirksamt. Hier befanden sich auch die Amtsräume der Bezirkshauptmannschaft, die 1897 auf Betreiben Kielmanseggs von Groß-Enzersdorf nach Floridsdorf (k.k. Amtshaus, Gerichtsgasse 4–6) verlegt worden war. Seit 1905 residiert dort, ausgenommen die Diktaturzeit 1934–1945, auch der Bezirksvorsteher des 21. Bezirks. Das Gebäude erfuhr im Zweiten Weltkrieg einen Bombentreffer.
In den letzten Kriegstagen, am 8. April 1945, wurden die Soldaten Karl Biedermann, Alfred Huth und Rudolf Raschke, die gegen NS-Befehle Widerstand organisierten, vor dem Bezirksamt gehängt. Das Bezirksamt wurde in den folgenden Jahren vereinfacht wiederaufgebaut, der zerstörte Uhrturm jedoch nicht mehr hergestellt.

## Architektur
Es handelt sich um einen mächtigen, das Selbstbewusstsein der damaligen Floridsdorfer Politiker demonstrierenden, viergeschoßigen, freistehenden barockklassizistischen Bau mit Mansarddach nach einem preisgekrönten Wettbewerbsentwurf der Architekten Gebrüder Josef und Anton Drexler, errichtet mit Stadtbaumeister Alois Frömml. An der südlichen Vorderseite befindet sich der mittige Haupteingang mit ionischer Tempelfront. Daran anschließend leiten gerundete Gebäudefronten in die Fassaden an der Prager und der Brünner Straße über, links mit Figuren von Alexander Illitsch, rechts mit Figuren von Georg Leisek.
An den Seitenfronten und der Hinterfront sind – im Sinn der Tradition von Markt und Gastwirtschaft an diesem Standort – im Erdgeschoß Kleinhandelsgeschäfte und Gaststätten untergebracht. Im Foyer ist ein Relief aus Gips von Georg Leisek zu sehen, das die letzte Sitzung des selbstständigen Gemeinderates von Floridsdorf darstellt. Im Trauungssaal befindet sich ein Gobelin von Maximilian Florian aus dem Jahr 1956.